# Nebularia
Pour les articles homonymes, voir Nebularia.
Genre
Synonymes
- genre Dibaphus Philippi, 1847
- genre Mauritia H. Adams, 1869
- sous-genre Mitra (Dibaphus) Philippi, 1847
- sous-genre Mitra (Mutyca) H. Adams & A. Adams, 1853
- sous-genre Mitra (Nebularia) Swainson, 1840
- genre Mitroidea Pease, 1865
- genre Mutyca H. Adams & A. Adams, 1853

Nebularia est un genre de mollusques gastéropodes de la famille des Mitridae.

## Liste des espèces
Selon World Register of Marine Species (5 octobre 2018) :
- Nebularia acuminata (Swainson, 1824)
- Nebularia aegra (Reeve, 1845)
- Nebularia ancillides (Broderip, 1836)
- Nebularia baerorum (Poppe & Tagaro, 2010)
- Nebularia bellula (A. Adams, 1853)
- Nebularia chrysostoma (Broderip, 1836)
- Nebularia coarctata (Reeve, 1844)
- Nebularia contracta (Swainson, 1820)
- Nebularia deynzeri (Cernohorsky, 1980)
- Nebularia dondani (Cernohorsky, 1985)
- Nebularia edentula (Swainson, 1823)
- Nebularia eremitarum (Röding, 1798)
- Nebularia fastigium (Reeve, 1845)
- Nebularia ferruginea (Lamarck, 1811)
- Nebularia gourgueti (Poppe, Salisbury & Tagaro, 2015)
- Nebularia guidopoppei (Thach, 2016)
- Nebularia incompta (Lightfoot, 1786)
- Nebularia inquinata (Reeve, 1844)
- Nebularia kamehameha (Pilsbry, 1921)
- Nebularia multiplicata (Pease, 1865)
- Nebularia nebulosa (Broderip, 1836)
- Nebularia nivea (Broderip, 1836)
- Nebularia pellisserpentis (Reeve, 1844)
- Nebularia petrosa (G. B. Sowerby II, 1874)
- Nebularia pyramis (Wood, 1828)
- Nebularia semperi (Poppe, Tagaro & Salisbury, 2009)
- Nebularia thachi (H. Turner, 2007)
- Nebularia ustulata (Reeve, 1844)

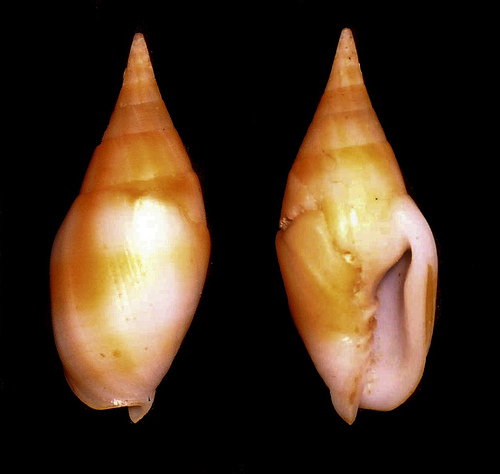
Nebularia acuminata.
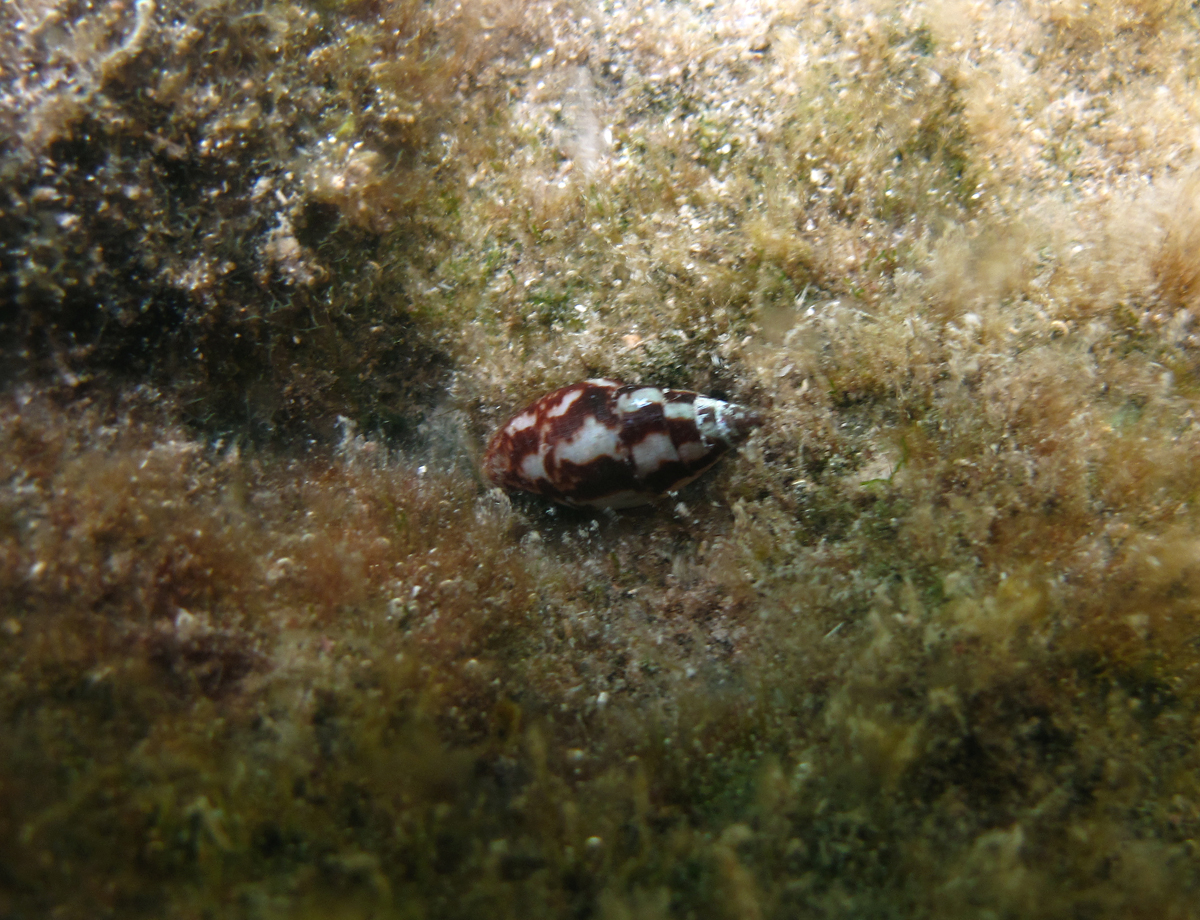
Nebularia chrysostoma.
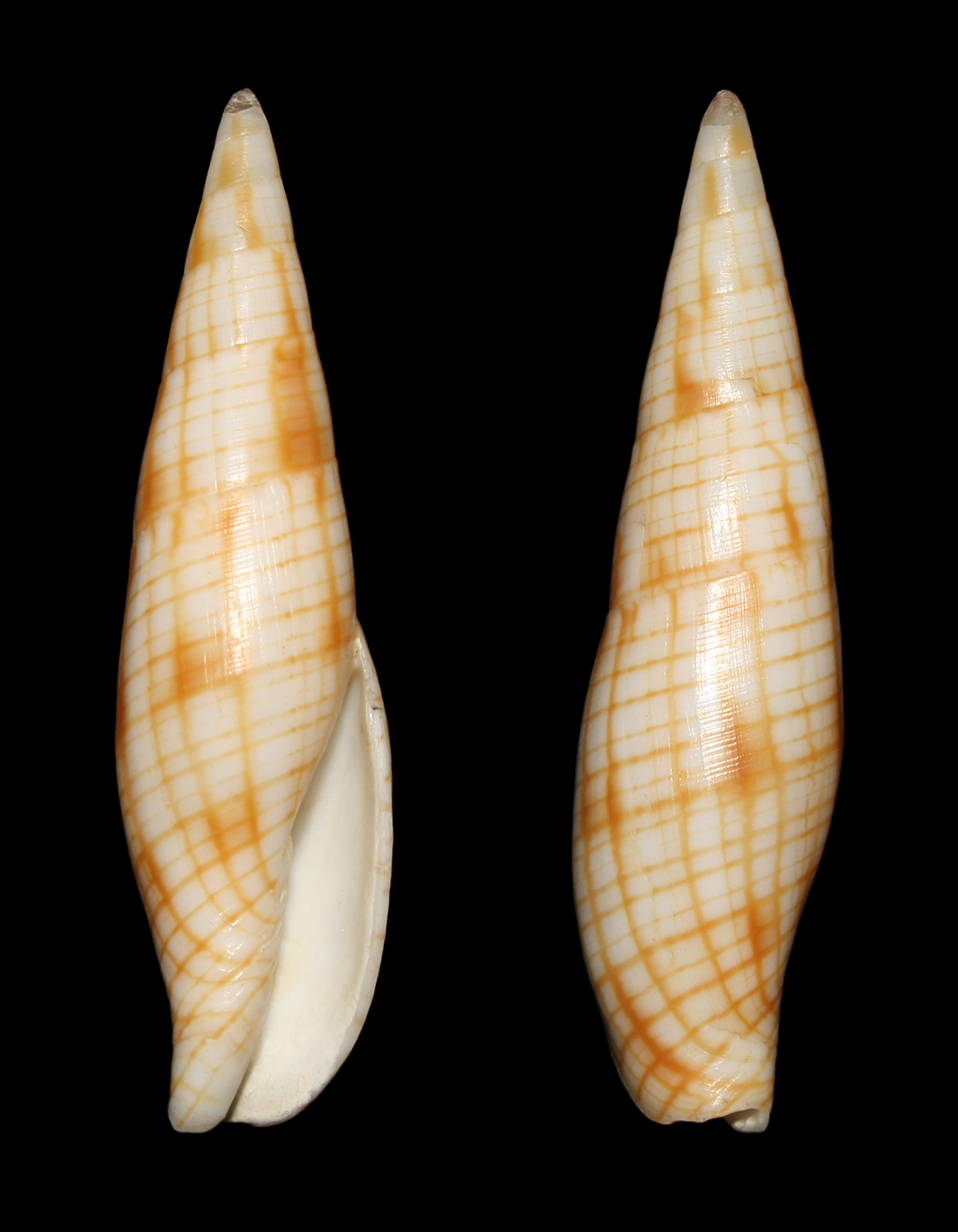
Nebularia dondani.
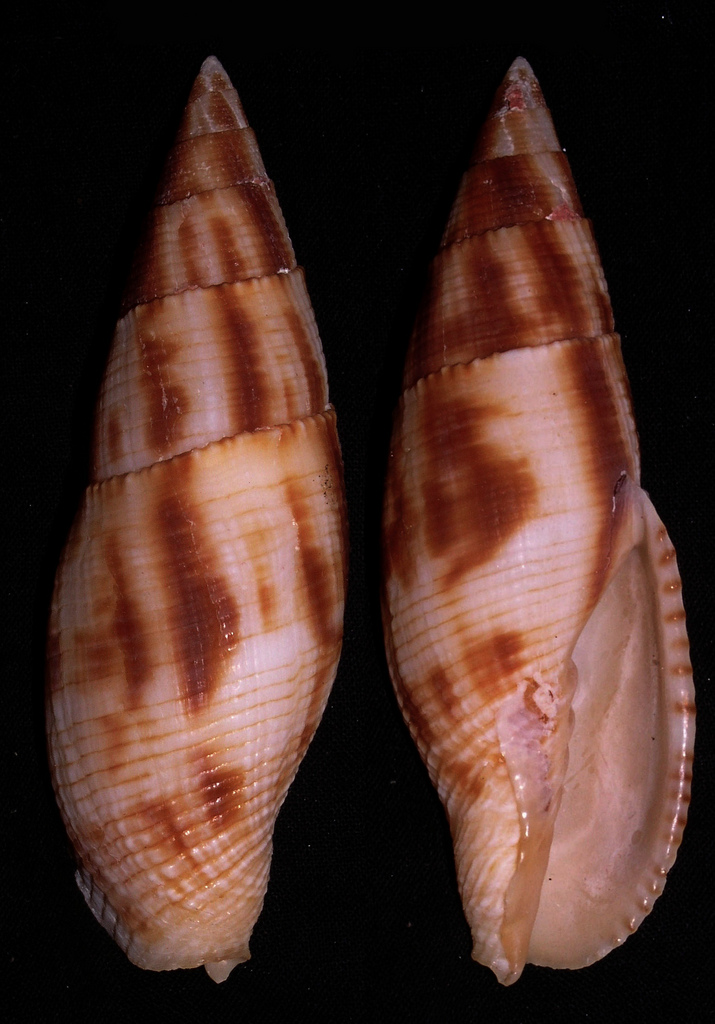
Nebularia eremitarum.
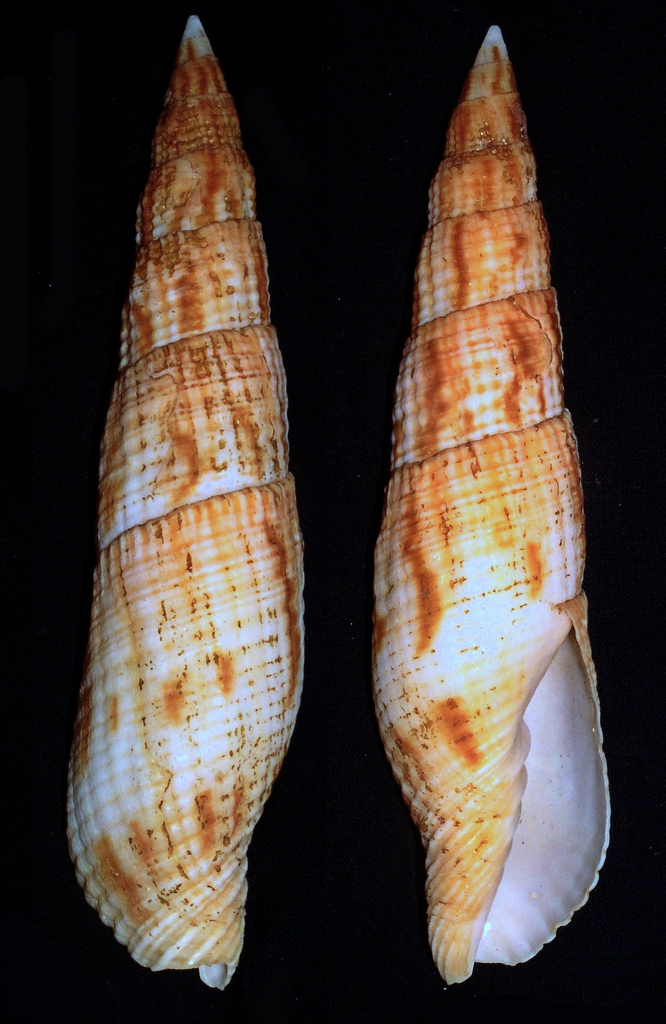
Nebularia incompta.
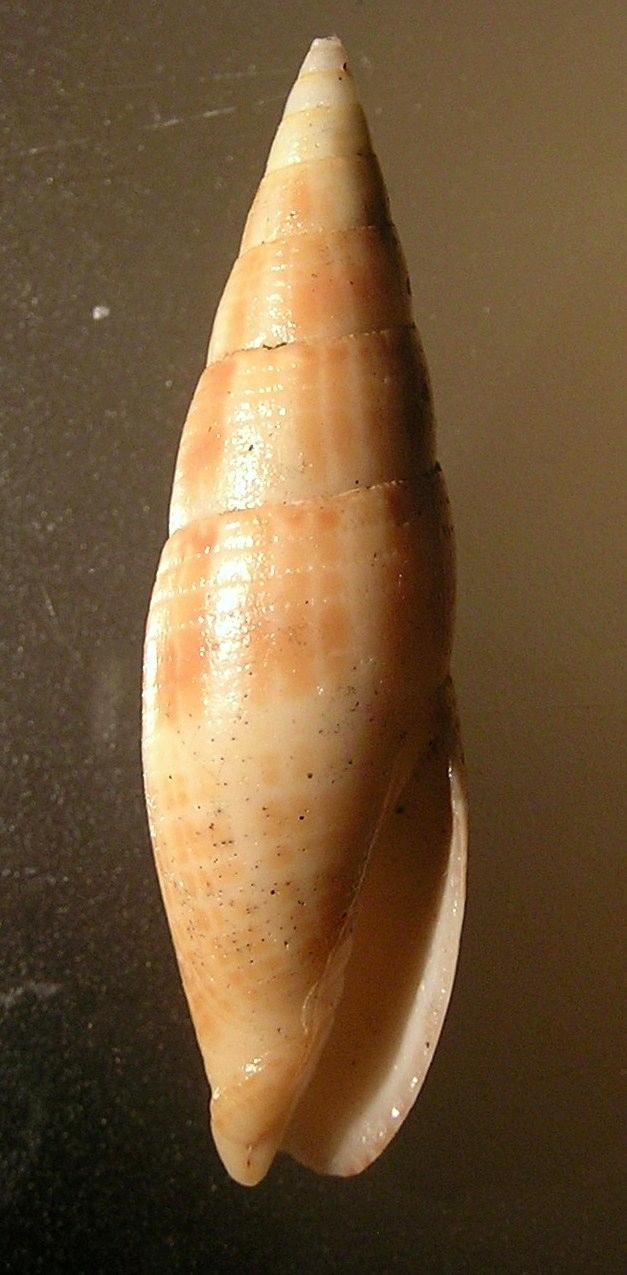
Nebularia inquinata.
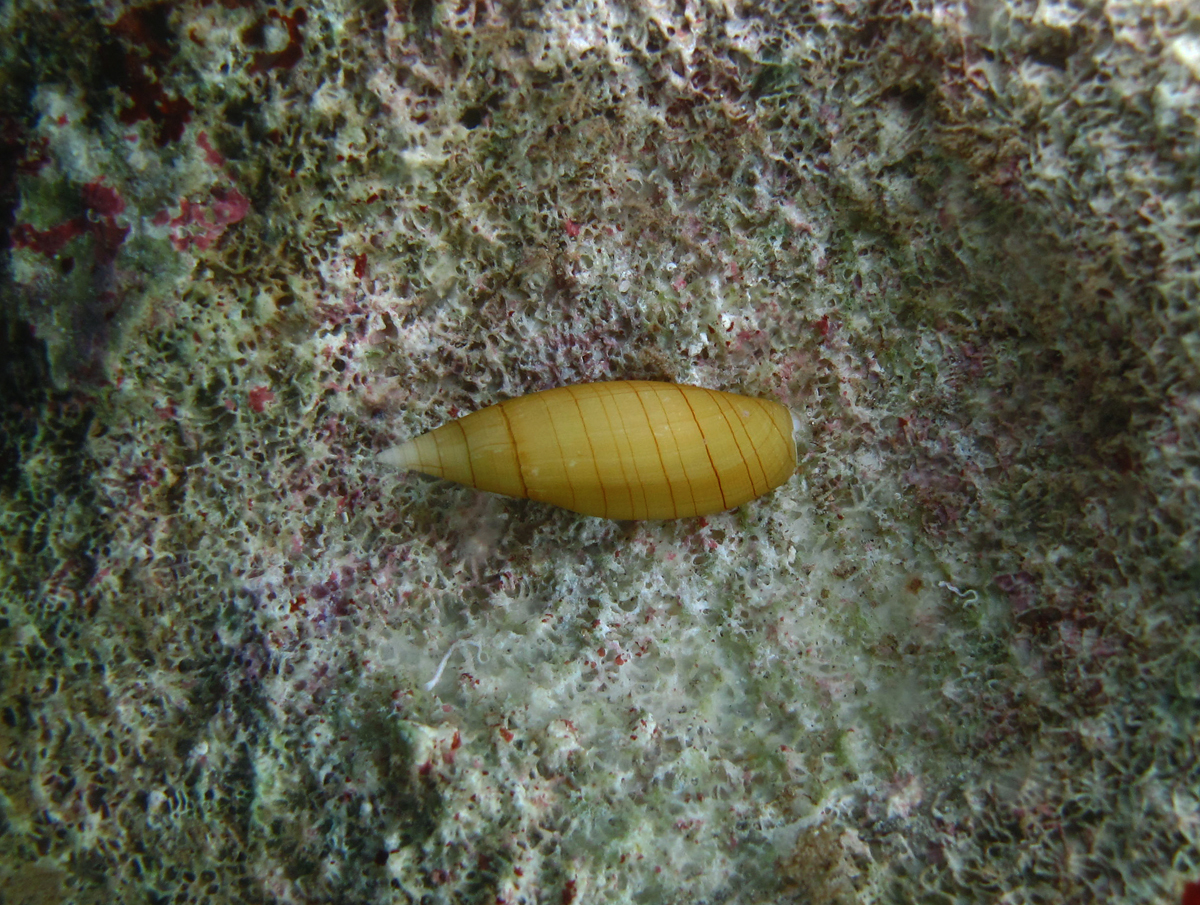
Nebularia multiplicata.
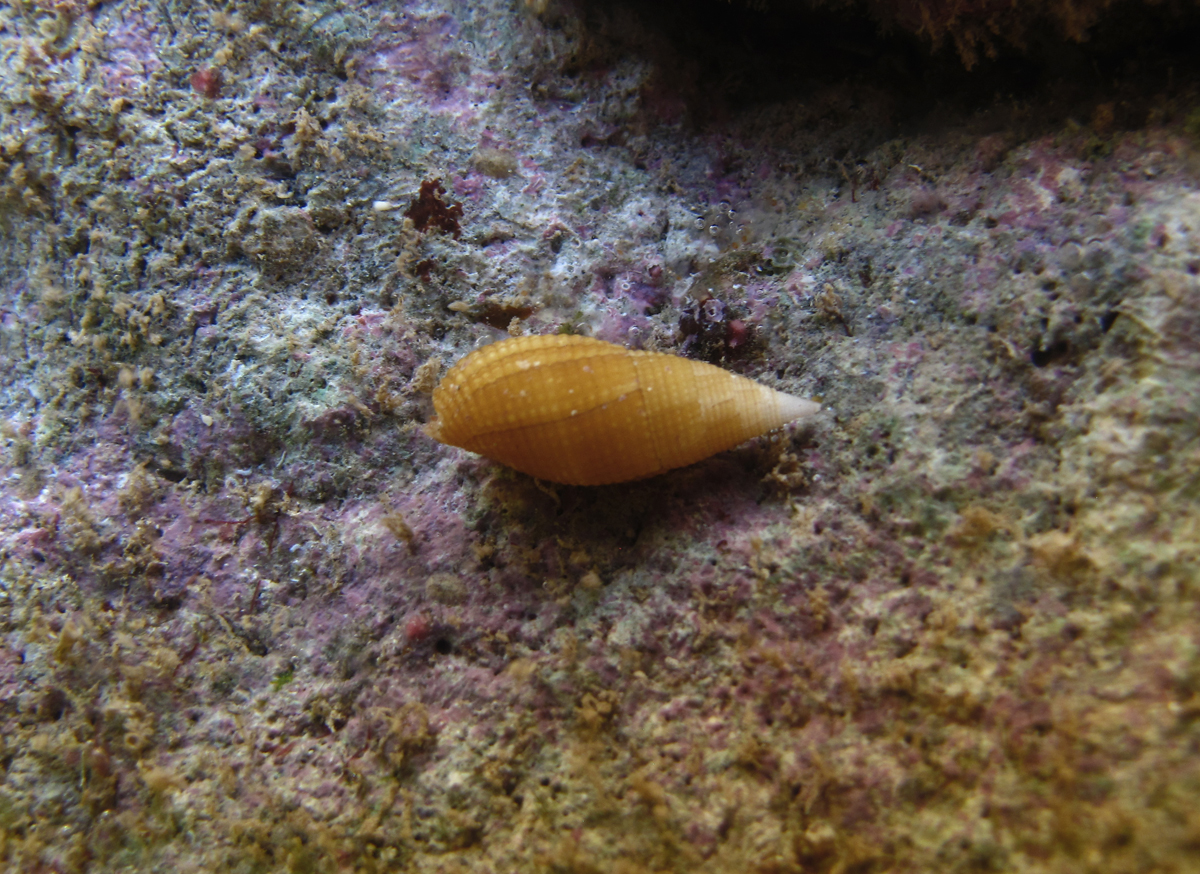
Nebularia pelliserpentis (ou G. boucheti).
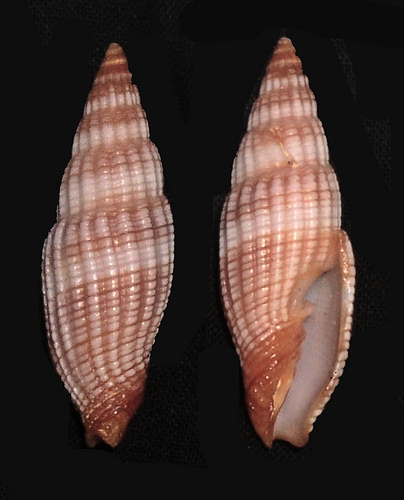
Nebularia pyramis.
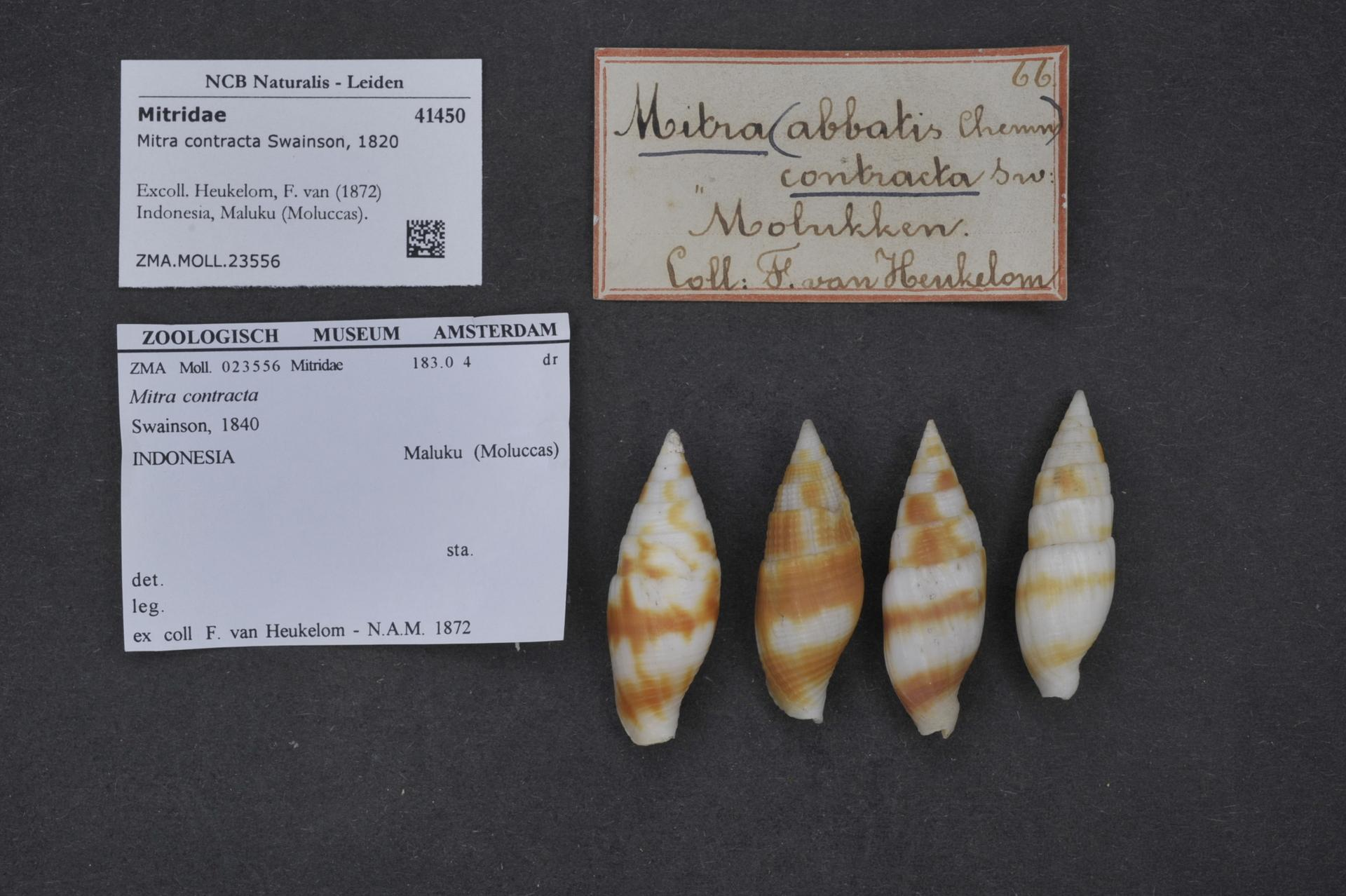
Nebularia contracta.
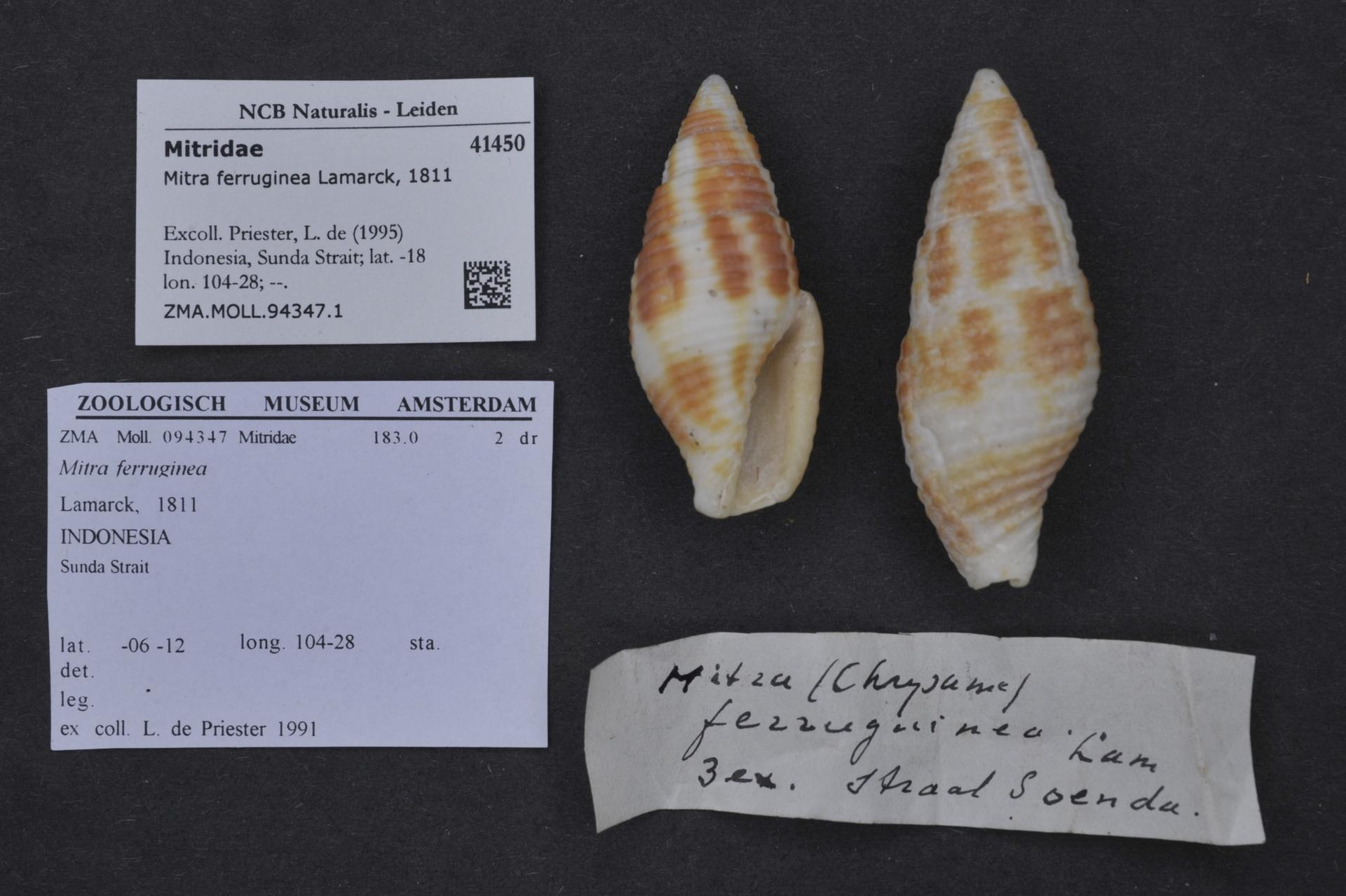
Nebularia ferruginea.